# Boulevard de la Chapelle

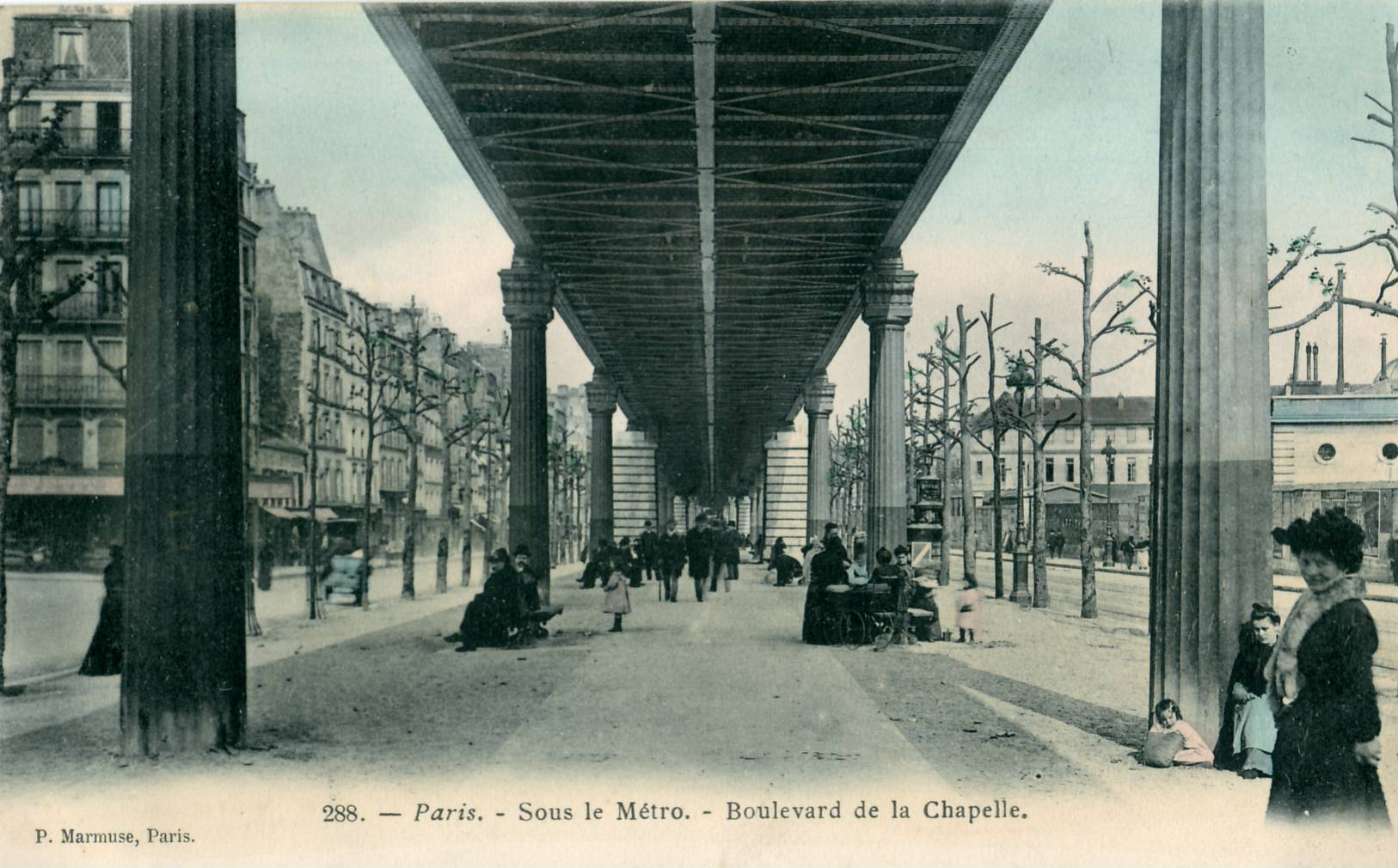
Het viaduct van de metro in het begin van de 20e eeuw

De boulevard de la Chapelle is een boulevard in de Franse hoofdstad Parijs. De straat vormt de scheiding tussen het 10e en 18e arrondissement. De Boulevard de la Chapelle ligt ten noorden van het Gare du Nord, waar een viaduct onder de spoorweg door gaat.

## Geschiedenis
De weg is vernoemd naar het voormalige dorpje en huidige stadswijk La Chapelle, en moet niet verward worden met de hierop loodrecht staande rue de la Chapelle. De weg is ontstaan als gevolg van de samenvoeging in 1864 van alle wegen en boulevards die de muur van de Fermiers généraux, de afbakening van de stadsgrenzen van Parijs, volgden. Door de gebiedsuitbreiding die Parijs onder baron Haussmann onderging verloor de muur in 1860 haar functie, en werd het vrijgekomen terrein voor een omringing van grote boulevards gebruikt.
Veertig jaar later werd dit terrein ook gebruikt voor de aanleg van de metro; de boulevard de la Chapelle wordt in zijn geheel overspannen door het viaduct van metrolijn 2. Voor de afbraak van de muur van de Belastingpachters waren de wegen aan de binnen- en buitenkant onder verschillende namen bekend, waaronder de boulevard des Vertus, de chemin de ronde des Vertus, de chemin de ronde Saint-Denis, het place de la Barrière Poissonnière op de plek waar het accijnshuis in de rue Poissonnière stond, de boulevard des Anges en de boulevard Saint-Ange.
Op nr. 37bis staat sinds 1876 het theater van de Bouffes du Nord waar ook veel Engelstalige voorstellingen worden gegeven.

## Vervoer
De boulevard de la Chapelle is vanuit het Gare du Nord te bereiken via een lange voetgangerstunnel die uitkomt in het metrostation La Chapelle op lijn 2, die ook stopt op Barbès - Rochechouart welk station ook door lijn 4 wordt aangedaan.